# Alaska National Interest Lands Conservation Act
Alaska National Interest Lands Conservation Act (ANILCA) er en naturfredningslov som blev vedtaget i USAs kongres i 1980, og underskrevet af præsident Jimmy Carter 2. december samme år.
Loven omfatter etablering eller udvidelse af i alt 15 naturbeskyttelsesområder som forvaltes af National Park Service, samt at samle andre offentligt ejede landområder for forvaltning af United States Forest Service og United States Fish and Wildlife Service. Totalt omfatter fredningsvedtagelsen 321.900 km².

## Områder under aftalen
- Denali National Park
- Wrangell-St. Elias National Park
- Gates of the Arctic National Park
- Lake Clark National Park
- Kobuk Valley National Park
- Katmai National Park
- Glacier Bay National Park
- Kenai Fjords National Park
- Kenai National Wildlife Refuge
- Cape Krusenstern National Monument
- Admiralty Island National Monument
- Misty Fjords National Monument
- Aniakchak National Monument and Preserve
- Bering Land Bridge National Preserve
- Noatak National Preserve
- Yukon-Charley Rivers National Preserve
- Yukon Delta National Wildlife Refuge
- Yukon Flats National Wildlife Refuge
- Udvidelser af Arctic National Wildlife Refuge